# Bataille de Worringen
la guerre de succession du Limbourg
Trois ans après le Tournoi de Chauvency, la bataille de Worringen, qui oppose le 5 juin 1288 les troupes de différents princes de la maison de Limbourg à celles de Jean Ier, duc de Brabant, aidées par de puissantes milices bourgeoises, en particulier celles de Cologne, est une bataille qui met fin, au profit du Brabant, à la guerre de succession du Limbourg et ouvre en quelques décennies pour les Pays-Bas une ère d'hégémonie bourgeoise et urbaine.

## Prémices
Depuis 1065, le duché de Limbourg se transmettait en ligne masculine dans la maison de Limbourg. Cependant, le duc Waléran IV meurt en 1279 sans héritier mâle, laissant le duché à sa fille Ermengarde. Celle-ci, mariée à Renaud Ier de Gueldre, meurt également en 1283, et Renaud obtient alors la garde du duché à titre viager, avec l'investiture de l'empereur Rodolphe Ier.
Mais Adolphe V, comte de Berg et fils du frère aîné de Waléran V, revendique la succession de sa cousine germaine. Ne se sentant pas assez fort pour faire valoir ses prétentions, il vend ses droits à Jean Ier, duc de Brabant. Différents seigneurs se regroupent autour de Renaud, dont le comte Henri VI de Luxembourg, son frère Waléran, seigneur de Ligny, et Siegfried de Westerburg, archevêque de Cologne.

## Guerre et bataille décisive
La guerre éclate en 1283 entre Jean et Renaud. Pendant cinq ans, chaque camp remporte des succès et des revers, des trêves sont conclues, mais aucun parti ne l'emporte. 

Carte du champ de bataille : les positions vers 11 heures du matin. Le Brabant en rouge, Cologne-Luxembourg en bleu

La bataille décisive eut lieu tout près de Cologne, dans les champs de bruyères mauves, à Worringen à proximité du Rhin. Elle opposa environ 4 000 coalisés (une majorité de chevaliers, dont Arnold van den Steen, et sergents, dont les familles limbourgeoises des Scavedris) à environ 4 800 brabançons (dont de grands contingents paysans des comtés de Berg et de la Marck, et les bourgeois de la ville de Cologne). Après un premier revers sur son flanc gauche (Berg, la Mark et ville de Cologne), Jean de Brabant remporta néanmoins la bataille après la mort des comtes de Luxembourg et de Ligny (ainsi que de leurs deux demi-frères bâtards) et la capture de Siegfried, archevêque de Cologne et duc de Westphalie, et de Renaud comte de Gueldre.

## Conséquences
À la suite de cette victoire, Jean de Brabant acquiert le contrôle définitif du duché de Limbourg, et la ville de Cologne, représentée par ses bourgeois, de manière indépendante du pouvoir archiépiscopale, acquiert de réelles libertés alors que les comtes de Berg et de la Mark brisent une partie de leurs liens féodaux avec l'archevêché de Cologne.
La répercussion des mutations confirmées touche les villes et communes bourgeoises des Pays-Bas qui continuent de s'émanciper. Mais les résistances aristocratiques sont vives. En 1302, à la suite de la bataille des éperons d'or à Courtrai, les communes bourgeoises des Flandres affirment au grand jour leur autonomie face aux rois de France et aux chevaliers flamands, défenseurs de l'ancienne politique des privilèges aristocratiques des maisons princières et seigneuriales.  

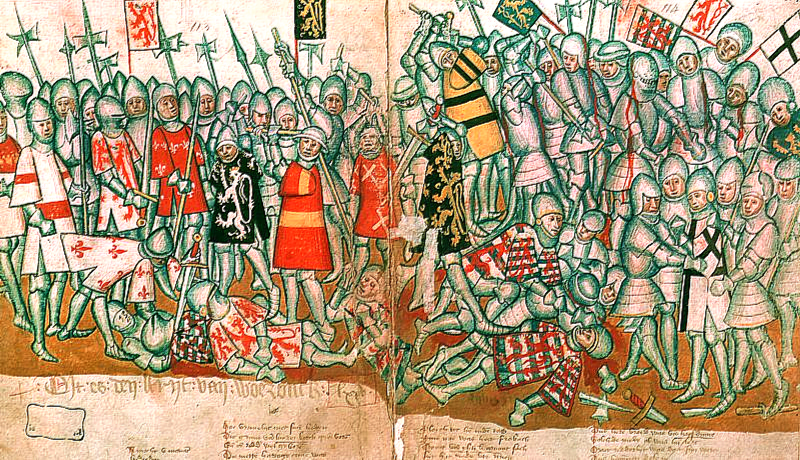
Illustration de la bataille dans Brabantsche Yeesten, par Jan van Boendaele († 1365)

## Commémoration
Cette bataille, il est vrai sanglante pour les familles nobles des Pays-Bas, a marqué l'historiographie et l'art pictural et textile (tapisserie) des derniers siècles médiévaux. Les conteurs limbourgeois, brabançons ou lorrains la narraient dans ses grandes lignes encore au début du XIXe siècle.
Une stèle dans la cathédrale saint Michel et sainte Gudule de Bruxelles, précisément dans une des chapelles de gauche de la nef, rappelle cette victoire. Au XVe siècle, fut construite à Bruxelles, entre les deux sablons, une église en style gothique flamboyant nommée Notre-Dame du Sablon qui reçut le nom de Notre-Dame des Victoires lors de la célébration du 400e anniversaire de la bataille.
Cette bataille aujourd'hui méconnue a l'avantage d'être moins fantasmée que la bataille des éperons d'or, encore souvent déformée par l'imaginaire nationaliste flamand du XIXe siècle.

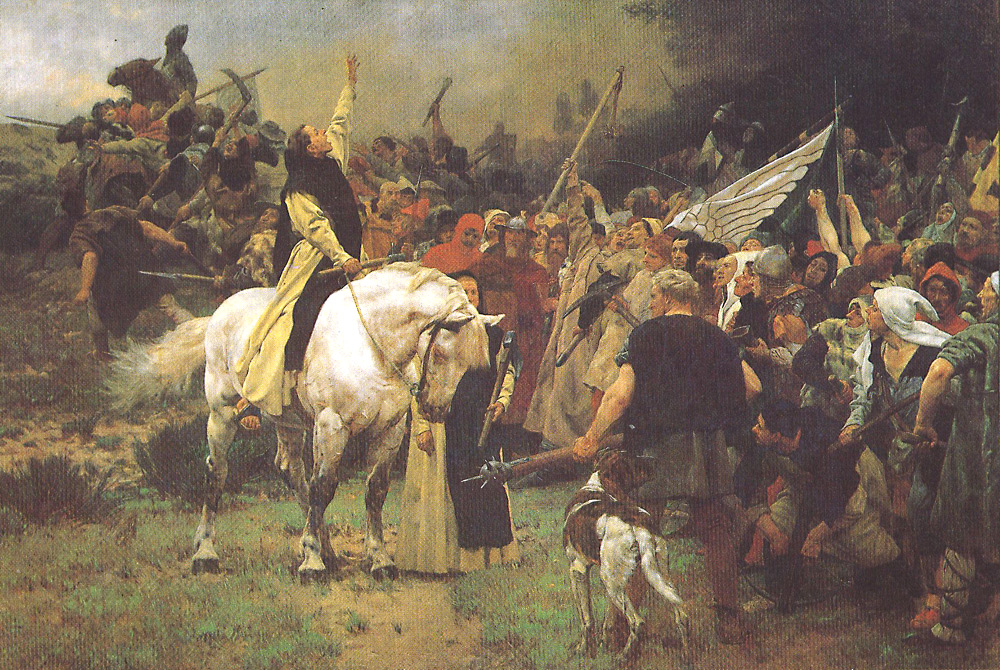
La Bataille de Worringen (1893) par Peter Janssen.

## Divers
Le peintre belge Gaston Relens a obtenu un prix pour sa toile Bataille de Worringen.

## Jeu de simulation historique
- Epées souveraines : Bouvines 1214 et Worringen 1288, de Frédéric Bey, série Au Fil de l'Epée, Ludifolie Editions, 2012